# Библиотека Мюнстергассе
Библиотека Мюнстергассе (нем. Bibliothek Münstergasse) — публичная научная библиотека, расположенная в старом городе Берна на улице Мюнстергассе; является старейшим из 33 филиалов библиотеки Бернского университета. С момента своего преобразования, происходившего с 2014 по 2016 год, здание было перепроектировано из специализированного книгохранилища в место для обучения и встреч — оставаясь при этом одним из пунктов выдачи печатных материалов университетской библиотеки. Центральная часть современного здания была построена в 1755—1760 годах как зернохранилище с винным погребом.

## История и описание
В период с 1787 по 1794 год здание на Мюнстергассе было преобразовано в библиотеку Никлаусом Шпрюнгли и Лоренцем Шмидом: таким образом в Берне появилась первая в Швейцарии светская библиотека, располагавшая своим собственным зданием. В 1829—1833 годах здание и его портал были перестроены, а в 1860—1863 годах архитектор Готтлиб Хеблер построил восточное крыло (Münstergasse 61).
Уже в XX веке, с 1904 по 1905 год, в связи с объединением городской и университетской библиотек историк и архитектор Эдуард фон Родт расширил здание в западном направлении (Münstergasse 63), а два года спустя он же перестроил и восточное крыло. В 1968—1974 годах в библиотеке прошла масштабная реконструкция, включавшая строительство бомбоубежища и подземного туннеля для эвакуации. В 1988 году библиотека была автоматизирована и подключена к библиотечной сети Базельского университета.